# Arthur Hugh Garfit Alston
Pour les articles homonymes, voir Alston.
Arthur Hugh Garfit Alston (né le 4 septembre 1902 à West Ashby, dans le Lincolnshire et mort le 17 mars 1958  à Barcelone) est un botaniste britannique.

## Biographie
Arthur Hugh Garfit Alston obtient son Bachelor of Arts en biologie à Oxford en 1924, date à laquelle il entre comme assistant à l’herbier conservé dans les Jardins botaniques royaux de Kew. Il dirige le jardin botanique de Peradeniya à Ceylan de 1925 à 1930. Il devient membre de la Société linnéenne de Londres en 1927.
Il devient assistant-chef au British Museum en 1930 où il se spécialise sur le Ptéridophytes, particulièrement ceux appartenant au genre Selaginella. Il fait plusieurs voyages d’herborisation : à Ceylan, en Amérique centrale de 1938 à 1939 et en Indonésie de 1953 à 1954. Il préside la British Pteridological Society de 1947 à 1958.
Il fait paraître un supplément à la Flora of Ceylon d’Henry Trimen (1843-1896) en 1931. Alston est aussi l’auteur de Kandy Flora (1938), Ferns and Fern-allies of West Tropical Africa (1959). Il dirige la revue British Fern Gazette de 1937 à 1949. Ses collections sont conservées par le British Museum ainsi qu’au Muséum du Pays de Galles.